# 芳賀道也
芳賀 道也（はが みちや、1958年〈昭和33年〉3月2日 - ）は、日本の政治家、アナウンサー。参議院議員（2期）、参議院行政監視委員長。
父は高校教師で歌人でもあった芳賀秀次郎。

## 来歴
山形県山形市生まれ。山形大学附属小学校、山形大学附属中学校、山形県立長井高等学校、日本大学文理学部社会学科卒業。大学在学中は文理学部落語研究会に所属。1980年、山形放送にアナウンサーとして入社。ズームイン!!朝!、ズームイン!!SUPERの山形担当キャスターを8年間担当。
2019年3月1日、山形市内で記者会見を開き、同年の第25回参議院議員通常選挙に山形県選挙区から無所属で立候補する意向を表明した。参院選への立候補に先立ち、2月28日付で山形放送を退社。6月1日には立憲民主党、国民民主党、日本共産党、社会民主党、新社会党の地方組織が選挙協力の確認書を取り交わして芳賀を支援するための共闘体制を確認し、無所属の舟山康江参議院議員が総合選挙対策本部長に就いたほか、連合山形も総合選対本部に加わった。対する自由民主党は現職の大沼瑞穂を擁立し、大沼は吉村美栄子山形県知事からも支援を受けたが、野党統一候補の芳賀が大沼らを破り、初当選した。
同年7月30日、国民民主党の会派「国民民主党・新緑風会」に入会した。
2020年9月3日、山形新聞の取材に対し、立憲民主党と国民民主党が解党して設立する合流新党に参加せず、無所属で活動し続けることを明らかにした。舟山との協力体制については今後も継続していくと述べた。
2025年7月20日、第27回参議院議員通常選挙で再選。同年8月1日、参議院行政監視委員長に就任。

## 政策・主張

### 憲法
- 憲法改正についての各メディアのアンケートの結果は以下のとおり。
  - 2019年 - 朝日新聞社には「反対」と回答[15]。
  - 2025年 - NHKには「反対」と回答[16]。
  - 2025年 - 読売新聞社には回答しなかった[17]。
- 9条への自衛隊の明記について、2025年のNHKのアンケートで「反対」と回答[16]。
- 憲法を改正し緊急事態条項を設けることについて、2025年のNHKのアンケートで「どちらとも言えない」と回答[16]。

### 外交・安全保障
- 「他国からの攻撃が予想される場合には先制攻撃もためらうべきではない」との問題提起に対し、2019年の朝日新聞社のアンケートで「どちらかと言えば反対」と回答[15]。
- 「北朝鮮に対しては対話よりも圧力を優先すべきだ」との問題提起に対し、2019年の朝日新聞社のアンケートで「どちらかと言えば反対」と回答[15]。
- 日本の防衛力をさらに強化することについて、2025年の日本テレビのアンケートで「どちらとも言えない」と回答[18]。

### ジェンダー
- 選択的夫婦別姓制度の導入についての各メディアのアンケートの結果は以下のとおり。
  - 2019年 - 朝日新聞社には「賛成」と回答[15]。
  - 2025年 - 日本テレビには「やや賛成」と回答[18]。
  - 2025年 - 読売新聞社には「賛成」と回答[17]。
- 同性婚を可能とする法改正についての各メディアのアンケートの結果は以下のとおり。 
  - 2019年 - 朝日新聞社には「どちらかと言えば賛成」と回答[15]。
  - 2025年 - 日本テレビには「やや賛成」と回答[18]。
  - 2025年 - NHKには「賛成」と回答[16]。

### その他
- 「治安維持のためプライバシーや個人の権利の制約は当然だ」との問題提起に対し、2019年の朝日新聞社のアンケートで「反対」と回答[15]。
- アベノミクスについて、2019年の朝日新聞社のアンケートで「評価しない」と回答[15]。
- 消費税率を10％より高くすることについて、2019年の朝日新聞社のアンケートで「反対」と回答[15]。
- 物価⾼対策として消費税率を引き下げることについて、2025年の日本テレビのアンケートで「賛成」と回答[18]。
- ワクチン接種に批判的であり、全国子宮頸がんワクチン被害者連絡会の集会で「このワクチンが非常にいいものだと信じて、かつてラジオで推奨する特集を組んだ。贖罪の思い」と発言をしている[19]。
- 上記の通りワクチン接種に批判的な意見を述べる一方、国会では子宮頸がんワクチン、新型コロナワクチンの接種勧奨について政府対応を非難するなど前述の発言と食い違う主張をしている[20]。

## 議員連盟
- 子どもへのワクチン接種とワクチン後遺症を考える超党派議員連盟[21]

## 過去の担当番組

### テレビ
- ズームイン!!朝!
- ズームイン!!SUPER
- YBCジュニア放送局 君にVキュン
- 夢未来やまがたサンデー5

### ラジオ
- はがちゃんのときめきサタデー
- はがちゃん・ともえのウィークエンドスクランブル
- YBCハッピーロード
- ゲツキンラジオ ぱんぱかぱーん（月曜担当）
- YBCイブニング・スコープ（水曜担当）

## 選挙歴
| 当落 | 選挙                     | 執行日         | 年齢 | 選挙区       | 政党   | 得票数     | 得票率 | 定数 | 得票順位 /候補者数 | 政党内比例順位 /政党当選者数 |
| ---- | ------------------------ | -------------- | ---- | ------------ | ------ | ---------- | ------ | ---- | ------------------ | ---------------------------- |
| 当   | 第25回参議院議員通常選挙 | 2019年07月21日 | 61   | 山形県選挙区 | 無所属 | 27万9709票 | 50.24% | 1    | 1/3                | /                            |
| 当   | 第27回参議院議員通常選挙 | 2025年07月20日 | 67   | 山形県選挙区 | 無所属 | 24万8864票 | 46.81% | 1    | 1/5                | /                            |